# David Paetkau
David E. Paetkau (ur. 10 listopada 1972 w Vancouver) – kanadyjski aktor. Występował w dwóch slasherach: w Oszukać przeznaczenie 2 (2003) i Koszmarze kolejnego lata (2006), horrorze science-fiction Obcy kontra Predator 2 (2007), a także serialach CTV: Whistler (2006–2008) jako Beck McKaye i Punkt krytyczny (2008–2012) jako Sam Braddock.

## Życiorys
Urodził się i wychowywał w Vancouver w Kolumbii Brytyjskiej jako jedno z pięciorga dzieci. Przed rozpoczęciem kariery aktorskiej spędził rok w Europie i na Bliskim Wschodzie, a także mieszkał w kibucu w Izraelu.
Zadebiutował w dreszczowcu Grzeczny świat (1998) u boku Jamesa Marsdena, Katie Holmes i Nicka Stahla. Chciał zostać hokeistą, był zagorzałym zwolennikiem kanadyjskiego klubu hokejowego National Hockey League, Vancouver Canucks, i miał okazję zagrać w komedii sportowej Slap Shot 2: Breaking the Ice (2002) ze Stephenem Baldwinem i Garym Buseyem. Po tym, jak wcielił się w rolę zmarłego snowboardzisty Becka McKaye w serialu kanadyjskim Whistler (2006–2007), powrócił do telewizji jako snajper Sam Braddock w serialu policyjnym Punkt krytyczny (2008–2012), który był emitowany w Stanach Zjednoczonych i Kanadzie.

## Filmografia

### Filmy
- Grzeczny świat  (Disturbing Behavior, 1998) jako Tom Cox - członek Niebieskich Szarf
- Aniołeczki  (Perfect Little Angels, 1998) jako Jeff
- Dzień bałwana  (Snow Day, 2000) jako Chuck Wheeler
- Candy from Strangers (2002) jako David
- Pif-Paf! Jesteś trup!  (Bang, Bang, You're Dead, 2002) jako Brad Lynch
- Slap Shot 2  (Slap Shot 2: Breaking the Ice, 2002) jako Gordie Miller
- W krzywym zwierciadle - Rodzinne święta  (Thanksgiving Family Reunion, 2003)
- Oszukać przeznaczenie 2  (Final Destination 2, 2003) jako Evan Lewis
- For Heaven’s Sake (2006) jako Młody David
- Koszmar kolejnego lata  (I'll Always Know What You Did Last Summer, 2006) jako Colby Patterson
- Obcy kontra Predator 2  (AVPR: Aliens vs Predator - Requiem, 2007) jako Dale
- Manslaughter (2009) jako Josh

### Seriale TV
- Gwiezdne wrota  (Stargate SG-1, 1997–2007) jako Lyle Pender (gościnnie)
- Pierwsza fala  (First Wave, 1998–2001) jako Elias (gościnnie)
- Kruk: Droga do nieba  (The Crow: Stairway to Heaven, 1998) jako Kyle Barber (gościnnie)
- To niesamowite  (So Weird, 1999–2001) jako Brent (gościnnie)
- Just Deal (2000–2002) jako Myśliwy
- Tajemnice Smallville  (Smallville, 2001) jako Trevor Chapell (gościnnie)
- Wybrańcy obcych  (Taken, 2002) jako Buzz (gościnnie)
- CSI: Kryminalne zagadki Miami  (CSI: Miami, 2002) jako Jeff McGill (gościnnie)
- Port lotniczy LAX  (LAX, 2004–2005) jako Nick
- Whistler (2006–2007) jako Beck MacKaye
- Punkt krytyczny  (Flashpoint, 2008) jako Sam Braddock